# Waifu2x
waifu2x este un program pentru scalarea imaginilor și reducerea noise-ului pentru arta în stil anime, dar acceptă și fotografii.
waifu2x was inspired by Super-Resolution Convolutional Neural Network (SRCNN). Programul folosește Nvidia CUDA pentru calcul, deși au fost create implementări alternative care permit OpenCL și Vulkan.